# Тапасто, Ласло
Ласло Тапасто или Ласло Тапасто Бинет (венг. László Tapasztó, исп. László Tapasztó Binet, род. 3 сентября 1930, Орошхаза) — венгерский, венесуэльский и американский шахматист, национальный мастер.

## Биография
Дважды участвовал в чемпионатах Венгрии (1954 и 1955 гг.). В 1955 г. победил в сильном по составу турнире венгерских мастеров (помимо представителей Венгрии, в турнире участвовал еще швейцарский мастер Г. Гроб).
После событий 1956 г. переехал в Венесуэлу. Шесть раз становился чемпионом Венесуэлы (1964, 1966, 1971, 1983, 1990 и 1995 гг.). В составе сборной Венесуэлы принимал участие в трех шахматных олимпиадах (1964, 1988 и 1990 гг.). В 1967 г. представлял Венесуэлу в зональном турнире.
В конце 1990-х гг. переехал в США. Выступал в чемпионатах штата Нью-Йорк (2000 и 2001 гг.). В 2005 г. перенес инсульт. С тех пор участвовал только в соревнованиях шахматного клуба в городе Рочестер.

## Спортивные результаты
| Год  | Город            | Соревнование                                   | +  | −  | = | Результат | Место |
| ---- | ---------------- | ---------------------------------------------- | -- | -- | - | --------- | ----- |
| 1954 | Будапешт         | Чемпионат Венгрии                              | 4  | 11 | 2 | 5 из 17   | 17    |
| 1955 | Будапешт         | Чемпионат Венгрии                              | 3  | 10 | 6 | 6 из 19   | 17—20 |
|      | Будапешт         | Турнир венгерских мастеров                     | 10 | 2  | 3 | 11½ из 15 | 1     |
| 1964 |                  | Чемпионат Венесуэлы                            |    |    |   |           | 1     |
|      | Тель-Авив        | XVI Олимпиада (сборная Венесуэлы, 1-я доска)   | 10 | 7  | 2 | 11 из 19  |       |
| 1966 |                  | Чемпионат Венесуэлы                            |    |    |   |           | 1     |
| 1967 | Каракас          | Зональный турнир                               |    |    |   |           | [ 5 ] |
| 1971 |                  | Чемпионат Венесуэлы                            |    |    |   |           | 1     |
| 1983 |                  | Чемпионат Венесуэлы                            |    |    |   |           | 1     |
| 1988 | Салоники         | XXVIII Олимпиада (сборная Венесуэлы, запасной) | 3  | 1  | 2 | 4 из 6    |       |
| 1990 |                  | Чемпионат Венесуэлы                            |    |    |   |           | 1     |
|      | Нови-Сад         | XXIX Олимпиада (сборная Венесуэлы, ?-я доска)  | 3  | 5  | 3 | 4½ из 11  |       |
| 1995 |                  | Чемпионат Венесуэлы                            |    |    |   |           | 1     |
| 2000 | Саратога-Спрингс | Чемпионат штата Нью-Йорк                       |    |    |   |           |       |
| 2001 | Рочестер         | Чемпионат штата Нью-Йорк                       |    |    |   |           |       |